# Český mír
Český mír je dokumentární film z roku 2010 od Filipa Remundy a Víta Klusáka, tvůrců filmu Český sen (2004).
Tématem filmu je americká protiraketová základna v České republice, její přívrženci a odpůrci (např. občanská iniciativa Ne základnám). Zajímá se také o stav demokracie v Česku.
Natáčel se od poloviny roku 2007 a je sestříhán ze 124 hodin hrubého materiálu. Obsahuje i záběry z jednání George Bushe s Mirkem Topolánkem v Oválné pracovně Bílého domu. Vznikl v koprodukci Hypermarket Film, České televize a Taskovski Films.
Premiéra byla původně plánována na podzim 2008, či na jaro 2009, ale byla odložena až na jaro 2010. Film v českých kinech během roku 2010 vidělo zhruba 7 000 diváků.
Tvůrci se tématu dotkli už během natáčení pořadu Burianův den žen s Ivonou Novomestskou (vysíláno Českou televizí 19. února 2008).

## Recenze
- Kamil Fila, Aktuálně.cz, 7. května 2010
- Petr Cífka, Moviezone.cz, 10. května 2010
- Jaroslav Sedláček, Kinobox.cz 7. května 2010   Archivováno 26. 1. 2011 na Wayback Machine.